# Así es la vida (programa de televisión)
Así es la vida fue un programa de televisión español producido por Cuarzo Producciones y emitido en las tardes de Telecinco entre el 26 de junio de 2023 y el 26 de julio de 2024. En el formato, presentado por Sandra Barneda y César Muñoz, se comentaba la crónica social y los reality shows de la cadena.

## Formato
Así es la vida es un magacín que aborda la última hora del mundo del corazón y de los realities de la cadena mediante tertulias con un amplio plantel de colaboradores, entrevistas, reportajes y conexiones en directo con un equipo de reporteros.

## Historia
En mayo de 2023 se anunció que el programa Sálvame, el cual ocupó las tardes de Telecinco desde abril de 2009, finalizaría su andadura el 23 de junio tras 3.639 emisiones y 15 temporadas. De este modo, el espacio diario fue reemplazado de manera temporal por Así es la vida, un nuevo formato de Cuarzo Producciones presentado por Sandra Barneda y César Muñoz que estaría en emisión hasta la llegada, el 18 de septiembre, de TardeAR, un magacín producido por Unicorn Content y conducido por Ana Rosa Quintana. Sin embargo, Telecinco decidió mantener el programa, acortando su duración hasta las 17:00, como telonero del formato de Ana Rosa.
Cabe destacar que el programa se emitía inicialmente a las 16:45, pero desde el lunes 17 de julio, debido al traslado de Mía es la venganza a Divinity por sus bajas audiencias, el espacio adelantó su hora de inicio a las 15:50.
El 16 de octubre de 2023, comenzaron sus emisiones desde un nuevo plató de Mediaset, debido a la reorganización de los estudios de Telecinco por la reubicación del plató de los informativos. Para ello, customizaron los muebles del anterior plató en un espacio más pequeño. Siete meses y medio después, el 30 de mayo de 2024, se anunció el final del programa, que tendría lugar el 26 de julio tras 275 emisiones.

## Equipo

### Presentadores
| Presentadores  | Información               | Logo de Telecinco | Logo de Telecinco |
| Presentadores  | Información               | 2023              | 2024              |
| -------------- | ------------------------- | ----------------- | ----------------- |
| Sandra Barneda | Presentadora y periodista |                   |                   |
| César Muñoz    | Presentador y periodista  |                   |                   |

### Colaboradores
A continuación, figura una lista con los colaboradores más relevantes que participaron en Así es la vida:
| Colaborador/a          | Información                                           | Logo de Telecinco | Logo de Telecinco |
| Colaborador/a          | Información                                           | 2023              | 2024              |
| ---------------------- | ----------------------------------------------------- | ----------------- | ----------------- |
| Ana García Lozano      | Periodista y presentadora                             |                   |                   |
| Ángel Moya             | Periodista                                            |                   |                   |
| Ángela Portero         | Periodista y escritora                                |                   |                   |
| Antonio Santana        | Actor y presentador                                   |                   |                   |
| Beatriz Trapote        | Periodista                                            |                   |                   |
| Belinda Washington     | Actriz y presentadora                                 |                   |                   |
| Borja Méndez           | Periodista experto en sucesos                         |                   |                   |
| Cristina Rodríguez     | Estilista, presentadora y actriz                      |                   |                   |
| Cristóbal Soria        | Colaborador de televisión                             |                   |                   |
| David González         | Periodista, experto en investigación y crónica social |                   |                   |
| Isabel Rábago          | Periodista y escritora                                |                   |                   |
| Marina Esnal           | Periodista                                            |                   |                   |
| Melody                 | Cantante y compositora                                |                   |                   |
| Miguel Temprano        | Paparazzi                                             |                   |                   |
| Miriam Corregüela      | Hija de Ginés Corregüela                              |                   |                   |
| Naomi Asensi           | Participante de LIDLT 6                               |                   |                   |
| Sebas Gallego          | Podcaster                                             |                   |                   |
| Sergio Garrido         | Paparazzi                                             |                   |                   |
| Patricia Cerezo        | Periodista                                            |                   |                   |
| Pedro García Aguado    | Presentador de televisión y exjugador de waterpolo    |                   |                   |
| Pilar Cebrián          | Periodista y psicóloga                                |                   |                   |
| Rosa Villacastín       | Periodista y escritora                                |                   |                   |
| Alejandra Rubio        | Hija de Terelu Campos y colaboradora de televisión    |                   |                   |
| Marc Leirado           | Periodista                                            |                   |                   |
| Almudena del Pozo      | Periodista                                            |                   |                   |
| Antonio Montero        | Paparazzi y periodista                                |                   |                   |
| Antonio Sánchez Casado | Periodista y presentador                              |                   |                   |
| Carmen Borrego         | Colaboradora de televisión                            |                   |                   |
| Cristina Porta         | Periodista                                            |                   |                   |
| Gema Fernández         | Periodista                                            |                   |                   |
| José Antonio Avilés    | Colaborador de televisión                             |                   |                   |
| Jorge Pérez            | Exguardia civil y colaborador de televisión           |                   |                   |
| Makoke Giaever         | Colaboradora de televisión, exmujer de Kiko Matamoros |                   |                   |
| Raquel Arias           | Modelo, ganadora de Insiders 2                        |                   |                   |
| Suso Álvarez           | Concursante de Gran Hermano 16                        |                   |                   |
| Teresa Bueyes          | Abogada penalista                                     |                   |                   |
| Carmen Alcayde         | Periodista, presentadora y colaboradora de televisión |                   |                   |
| Marieta Sola           | Participante de LIDLT 7                               |                   |                   |

### Dirección
| Director/a       | Información            | Logo de Telecinco | Logo de Telecinco | Programas       |
| Director/a       | Información            | 2023              | 2024              | Programas       |
| ---------------- | ---------------------- | ----------------- | ----------------- | --------------- |
| Alberto del Pozo | Director y periodista  |                   |                   | Programa 1-39   |
| Lorena Rivera    | Directora y periodista |                   |                   | Programa 40-275 |

## Temporadas y audiencias
| Temporada | Emisiones | Estreno                  | Final                    | Audiencia    | Audiencia | Audiencia |
| Temporada | Emisiones | Estreno                  | Final                    | Espectadores | Cuota     |           |
| --------- | --------- | ------------------------ | ------------------------ | ------------ | --------- | --------- |
| 1         | 59        | 26 de junio de 2023      | 15 de septiembre de 2023 | 783 000      | 8,2%      |           |
| 2         | 216       | 18 de septiembre de 2023 | 26 de julio de 2024      | 869 000*     | 9,1%*     |           |
| Media     | 275       | 26 de junio de 2023      | 26 de julio de 2023      | TBD          | TBD       |           |

### Temporada 1
| N.º | Fecha de emisión         | Audiencia       |
| --- | ------------------------ | --------------- |
| 1   | 26 de junio de 2023      | 922 000 (10,7%) |
| 2   | 27 de junio de 2023      | 809 000 (9,4%)  |
| 3   | 28 de junio de 2023      | 819 000 (10,3%) |
| 4   | 29 de junio de 2023      | 820 000 (9,6%)  |
| 5   | 30 de junio de 2023      | 790 000 (9,5%)  |
| 6   | 3 de julio de 2023       | 774 000 (9,1%)  |
| 7   | 4 de julio de 2023       | 753 000 (9,1%)  |
| 8   | 5 de julio de 2023       | 689 000 (8,1%)  |
| 9   | 6 de julio de 2023       | 717 000 (8,5%)  |
| 10  | 7 de julio de 2023       | 699 000 (8,2%)  |
| 11  | 10 de julio de 2023      | 823 000 (9,6%)  |
| 12  | 11 de julio de 2023      | 646 000 (7,5%)  |
| 13  | 12 de julio de 2023      | 787 000 (9,0%)  |
| 14  | 13 de julio de 2023      | 785 000 (9,2%)  |
| 15  | 14 de julio de 2023      | 717 000 (8,1%)  |
| 16  | 17 de julio de 2023      | 725 000 (8,0%)  |
| 17  | 18 de julio de 2023      | 747 000 (8,2%)  |
| 18  | 19 de julio de 2023      | 755 000 (8,4%)  |
| 19  | 20 de julio de 2023      | 653 000 (7,1%)  |
| 20  | 21 de julio de 2023      | 712 000 (7,9%)  |
| 21  | 24 de julio de 2023      | 744 000 (8,0%)  |
| 22  | 25 de julio de 2023      | 739 000 (8,2%)  |
| 23  | 26 de julio de 2023      | 646 000 (7,5%)  |
| 24  | 27 de julio de 2023      | 635 000 (7,1%)  |
| 25  | 28 de julio de 2023      | 682 000 (7,9%)  |
| 26  | 31 de julio de 2023      | 752 000 (8,3%)  |
| 27  | 1 de agosto de 2023      | 753 000 (8,4%)  |
| 28  | 2 de agosto de 2023      | 740 000 (8,5%)  |
| 29  | 3 de agosto de 2023      | 722 000 (8,3%)  |
| 30  | 4 de agosto de 2023      | 619 000 (7,3%)  |
| 31  | 7 de agosto de 2023      | 767 000 (8,8%)  |
| 32  | 8 de agosto de 2023      | 742 000 (8,9%)  |
| 33  | 9 de agosto de 2023      | 772 000 (8,9%)  |
| 34  | 10 de agosto de 2023     | 763 000 (8,8%)  |
| 35  | 11 de agosto de 2023     | 731 000 (8,5%)  |
| 36  | 14 de agosto de 2023     | 737 000 (9,0%)  |
| 37  | 16 de agosto de 2023     | 773 000 (9,3%)  |
| 38  | 17 de agosto de 2023     | 760 000 (9,0%)  |
| 39  | 18 de agosto de 2023     | 812 000 (9,7%)  |
| 40  | 21 de agosto de 2023     | 760 000 (8,8%)  |
| 41  | 22 de agosto de 2023     | 828 000 (9,3%)  |
| 42  | 23 de agosto de 2023     | 718 000 (8,3%)  |
| 43  | 24 de agosto de 2023     | 754 000 (8,5%)  |
| 44  | 25 de agosto de 2023     | 768 000 (8,5%)  |
| 45  | 28 de agosto de 2023     | 830 000 (8,7%)  |
| 46  | 29 de agosto de 2023     | 813 000 (9,1%)  |
| 47  | 30 de agosto de 2023     | 851 000 (9,2%)  |
| 48  | 31 de agosto de 2023     | 778 000 (8,6%)  |
| 49  | 1 de septiembre de 2023  | 750 000 (8,6%)  |
| 50  | 4 de septiembre de 2023  | 895 000 (9,9%)  |
| 51  | 5 de septiembre de 2023  | 903 000 (10,4%) |
| 52  | 6 de septiembre de 2023  | 859 000 (9,6%)  |
| 53  | 7 de septiembre de 2023  | 942 000 (10,5%) |
| 54  | 8 de septiembre de 2023  | 951 000 (10,3%) |
| 55  | 11 de septiembre de 2023 | 818 000 (8,7%)  |
| 56  | 12 de septiembre de 2023 | 835 000 (8,9%)  |
| 57  | 13 de septiembre de 2023 | 886 000 (9,6%)  |
| 58  | 14 de septiembre de 2023 | 869 000 (9,4%)  |
| 59  | 15 de septiembre de 2023 | 897 000 (9,8%)  |

### Temporada 2
| N.º | Fecha de emisión         | Audiencia         |
| --- | ------------------------ | ----------------- |
| 60  | 18 de septiembre de 2023 | 899 000 (9,1%)    |
| 61  | 19 de septiembre de 2023 | 760 000 (7,9%)    |
| 62  | 20 de septiembre de 2023 | 713 000 (7,6%)    |
| 63  | 21 de septiembre de 2023 | 706 000 (7,3%)    |
| 64  | 22 de septiembre de 2023 | 770 000 (8,1%)    |
| 65  | 25 de septiembre de 2023 | 742 000 (7,9%)    |
| 66  | 26 de septiembre de 2023 | 800 000 (8,3%)    |
| 67  | 27 de septiembre de 2023 | 666 000 (7,2%)    |
| 68  | 28 de septiembre de 2023 | 759 000 (8,2%)    |
| 69  | 29 de septiembre de 2023 | 693 000 (7,4%)    |
| 70  | 2 de octubre de 2023     | 797 000 (8,4%)    |
| 71  | 3 de octubre de 2023     | 776 000 (8,3%)    |
| 72  | 4 de octubre de 2023     | 774 000 (8,6%)    |
| 73  | 5 de octubre de 2023     | 726 000 (8,2%)    |
| 74  | 6 de octubre de 2023     | 770 000 (8,2%)    |
| 75  | 9 de octubre de 2023     | 742 000 (8,1%)    |
| 76  | 10 de octubre de 2023    | 849 000 (9,3%)    |
| 77  | 11 de octubre de 2023    | 751 000 (8,3%)    |
| 78  | 13 de octubre de 2023    | 878 000 (9,5%)    |
| 79  | 16 de octubre de 2023    | 953 000 (9,7%)    |
| 80  | 17 de octubre de 2023    | 811 000 (8,4%)    |
| 81  | 18 de octubre de 2023    | 843 000 (8,8%)    |
| 82  | 19 de octubre de 2023    | 855 000 (8,7%)    |
| 83  | 20 de octubre de 2023    | 765 000 (8,0%)    |
| 84  | 23 de octubre de 2023    | 832 000 (8,5%)    |
| 85  | 24 de octubre de 2023    | 788 000 (8,5%)    |
| 86  | 25 de octubre de 2023    | 828 000 (8,9%)    |
| 87  | 26 de octubre de 2023    | 837 000 (9,0%)    |
| 88  | 27 de octubre de 2023    | 876 000 (9,4%)    |
| 89  | 30 de octubre de 2023    | 816 000 (8,6%)    |
| 90  | 31 de octubre de 2023    | 792 000 (8,7%)    |
| 91  | 2 de noviembre de 2023   | 854 000 (8,6%)    |
| 92  | 3 de noviembre de 2023   | 846 000 (8,5%)    |
| 93  | 6 de noviembre de 2023   | 818 000 (8,7%)    |
| 94  | 7 de noviembre de 2023   | 877 000 (9,0%)    |
| 95  | 8 de noviembre de 2023   | 853 000 (8,9%)    |
| 96  | 9 de noviembre de 2023   | 901 000 (9,5%)    |
| 97  | 10 de noviembre de 2023  | 809 000 (8,5%)    |
| 98  | 13 de noviembre de 2023  | 801 000 (8,3%)    |
| 99  | 14 de noviembre de 2023  | 888 000 (9,5%)    |
| 100 | 16 de noviembre de 2023  | 846 000 (8,7%)    |
| 101 | 17 de noviembre de 2023  | 813 000 (8,3%)    |
| 102 | 20 de noviembre de 2023  | 784 000 (8,3%)    |
| 103 | 21 de noviembre de 2023  | 857 000 (9,0%)    |
| 104 | 22 de noviembre de 2023  | 870 000 (9,1%)    |
| 105 | 23 de noviembre de 2023  | 927 000 (9,7%)    |
| 106 | 24 de noviembre de 2023  | 878 000 (9,2%)    |
| 107 | 27 de noviembre de 2023  | 883 000 (9,0%)    |
| 108 | 28 de noviembre de 2023  | 902 000 (9,4%)    |
| 109 | 29 de noviembre de 2023  | 988 000 (10,4%)   |
| 110 | 30 de noviembre de 2023  | 837 000 (8,5%)    |
| 111 | 1 de diciembre de 2023   | 933 000 (9,7%)    |
| 112 | 4 de diciembre de 2023   | 893 000 (9,0%)    |
| 113 | 5 de diciembre de 2023   | 927 000 (9,4%)    |
| 114 | 7 de diciembre de 2023   | 848 000 (8,7%)    |
| 115 | 11 de diciembre de 2023  | 874 000 (9,1%)    |
| 116 | 12 de diciembre de 2023  | 854 000 (9,3%)    |
| 117 | 13 de diciembre de 2023  | 961 000 (10,0%)   |
| 118 | 14 de diciembre de 2023  | 887 000 (9,6%)    |
| 119 | 15 de diciembre de 2023  | 819 000 (9,0%)    |
| 120 | 18 de diciembre de 2023  | 1 013 000 (10,6%) |
| 121 | 19 de diciembre de 2023  | 902 000 (10,0%)   |
| 122 | 20 de diciembre de 2023  | 957 000 (10,1%)   |
| 123 | 21 de diciembre de 2023  | 857 000 (9,4%)    |
| 124 | 22 de diciembre de 2023  | 776 000 (8,3%)    |
| 125 | 26 de diciembre de 2023  | 982 000 (10,3%)   |
| 126 | 27 de diciembre de 2023  | 938 000 (9,5%)    |
| 127 | 28 de diciembre de 2023  | 905 000 (9,0%)    |
| 128 | 29 de diciembre de 2023  | 874 000 (9,0%)    |
| 129 | 2 de enero de 2024       | 959 000 (9,3%)    |
| 130 | 3 de enero de 2024       | 997 000 (9,8%)    |
| 131 | 4 de enero de 2024       | 831 000 (8,2%)    |
| 132 | 5 de enero de 2024       | 945 000 (8,8%)    |
| 133 | 8 de enero de 2024       | 893 000 (9,0%)    |
| 134 | 9 de enero de 2024       | 873 000 (8,6%)    |
| 135 | 10 de enero de 2024      | 893 000 (8,7%)    |
| 136 | 11 de enero de 2024      | 958 000 (9,7%)    |
| 137 | 12 de enero de 2024      | 884 000 (9,0%)    |
| 138 | 15 de enero de 2024      | 916 000 (9,1%)    |
| 139 | 16 de enero de 2024      | 856 000 (8,6%)    |
| 140 | 17 de enero de 2024      | 907 000 (9,1%)    |
| 141 | 18 de enero de 2024      | 886 000 (9,1%)    |
| 142 | 19 de enero de 2024      | 932 000 (8,9%)    |
| 143 | 22 de enero de 2024      | 966 000 (10,0%)   |
| 144 | 23 de enero de 2024      | 831 000 (8,8%)    |
| 145 | 24 de enero de 2024      | 910 000 (9,9%)    |
| 146 | 25 de enero de 2024      | 876 000 (9,4%)    |
| 147 | 26 de enero de 2024      | 932 000 (9,9%)    |
| 148 | 29 de enero de 2024      | 896 000 (9,2%)    |
| 149 | 30 de enero de 2024      | 939 000 (10,0%)   |
| 150 | 31 de enero de 2024      | 882 000 (9,7%)    |
| 151 | 1 de febrero de 2024     | 833 000 (9,1%)    |
| 152 | 2 de febrero de 2024     | 846 000 (8,9%)    |
| 153 | 5 de febrero de 2024     | 1 016 000 (10,7%) |
| 154 | 6 de febrero de 2024     | 978 000 (9,9%)    |
| 155 | 7 de febrero de 2024     | 924 000 (9,6%)    |
| 156 | 8 de febrero de 2024     | 979 000 (9,9%)    |
| 157 | 9 de febrero de 2024     | 883 000 (8,3%)    |
| 158 | 12 de febrero de 2024    | 988 000 (10,1%)   |
| 159 | 13 de febrero de 2024    | 1 117 000 (11,8%) |
| 160 | 14 de febrero de 2024    | 906 000 (9,9%)    |
| 161 | 15 de febrero de 2024    | 930 000 (9,5%)    |
| 162 | 16 de febrero de 2024    | 1 036 000 (10,6%) |
| 163 | 19 de febrero de 2024    | 878 000 (9,3%)    |
| 164 | 20 de febrero de 2024    | 909 000 (9,7%)    |
| 165 | 21 de febrero de 2024    | 871 000 (9,4%)    |
| 166 | 22 de febrero de 2024    | 917 000 (9,3%)    |
| 167 | 23 de febrero de 2024    | 1 017 000 (9,9%)  |
| 168 | 26 de febrero de 2024    | 842 000 (8,5%)    |
| 169 | 27 de febrero de 2024    | 795 000 (8,4%)    |
| 170 | 28 de febrero de 2024    | 752 000 (8,4%)    |
| 171 | 29 de febrero de 2024    | 779 000 (8,2%)    |
| 172 | 1 de marzo de 2024       | 863 000 (8,6%)    |
| 173 | 4 de marzo de 2024       | 925 000 (9,4%)    |
| 174 | 5 de marzo de 2024       | 860 000 (9,4%)    |
| 175 | 6 de marzo de 2024       | 849 000 (8,9%)    |
| 176 | 7 de marzo de 2024       | 957 000 (9,9%)    |
| 177 | 8 de marzo de 2024       | 851 000 (8,8%)    |
| 178 | 11 de marzo de 2024      | 1 024 000 (10,4%) |
| 179 | 12 de marzo de 2024      | 913 000 (10,0%)   |
| 180 | 13 de marzo de 2024      | 862 000 (9,3%)    |
| 181 | 14 de marzo de 2024      | 828 000 (9,1%)    |
| 182 | 15 de marzo de 2024      | 896 000 (9,7%)    |
| 183 | 18 de marzo de 2024      | 897 000 (9,8%)    |
| 184 | 19 de marzo de 2024      | 775 000 (8,9%)    |
| 185 | 20 de marzo de 2024      | 812 000 (8,7%)    |
| 186 | 21 de marzo de 2024      | 856 000 (9,4%)    |
| 187 | 22 de marzo de 2024      | 823 000 (8,7%)    |
| 188 | 25 de marzo de 2024      | 932 000 (9,2%)    |
| 189 | 26 de marzo de 2024      | 897 000 (9,1%)    |
| 190 | 27 de marzo de 2024      | 878 000 (9,2%)    |
| 191 | 28 de marzo de 2024      | 897 000 (9,0%)    |
| 192 | 1 de abril de 2024       | 879 000 (9,3%)    |
| 193 | 2 de abril de 2024       | 933 000 (9,7%)    |
| 194 | 3 de abril de 2024       | 863 000 (9,7%)    |
| 195 | 4 de abril de 2024       | 873 000 (9,8%)    |
| 196 | 5 de abril de 2024       | 999 000 (10,7%)   |
| 197 | 8 de abril de 2024       | 1 060 000 (11,0%) |
| 198 | 9 de abril de 2024       | 832 000 (8,9%)    |
| 199 | 10 de abril de 2024      | 963 000 (10,5%)   |
| 200 | 11 de abril de 2024      | 873 000 (9,6%)    |
| 201 | 12 de abril de 2024      | 807 000 (9,1%)    |
| 202 | 15 de abril de 2024      | 897 000 (9,7%)    |
| 203 | 16 de abril de 2024      | 879 000 (9,6%)    |
| 204 | 17 de abril de 2024      | 866 000 (9,5%)    |
| 205 | 18 de abril de 2024      | 904 000 (9,8%)    |
| 206 | 19 de abril de 2024      | 837 000 (9,4%)    |
| 207 | 22 de abril de 2024      | 903 000 (9,6%)    |
| 208 | 23 de abril de 2024      | 925 000 (10,4%)   |
| 209 | 24 de abril de 2024      | 855 000 (9,5%)    |
| 210 | 25 de abril de 2024      | 764 000 (8,2%)    |
| 211 | 26 de abril de 2024      | 765 000 (8,3%)    |
| 212 | 29 de abril de 2024      | 858 000 (8,8%)    |
| 213 | 30 de abril de 2024      | 892 000 (9,5%)    |
| 214 | 2 de mayo de 2024        | 818 000 (8,9%)    |
| 215 | 3 de mayo de 2024        | 863 000 (9,2%)    |
| 216 | 6 de mayo de 2024        | 843 000 (8,9%)    |
| 217 | 7 de mayo de 2024        | 831 000 (9,3%)    |
| 218 | 8 de mayo de 2024        | 882 000 (9,7%)    |
| 219 | 9 de mayo de 2024        | 748 000 (8,5%)    |
| 220 | 10 de mayo de 2024       | 844 000 (9,1%)    |
| 221 | 13 de mayo de 2024       | 860 000 (9,0%)    |
| 222 | 14 de mayo de 2024       | 798 000 (8,6%)    |
| 223 | 15 de mayo de 2024       | 808 000 (8,8%)    |
| 224 | 16 de mayo de 2024       | 801 000 (9,0%)    |
| 225 | 17 de mayo de 2024       | 712 000 (7,7%)    |
| 226 | 20 de mayo de 2024       | 738 000 (7,9%)    |
| 227 | 21 de mayo de 2024       | 836 000 (9,3%)    |
| 228 | 22 de mayo de 2024       | 860 000 (9,6%)    |
| 229 | 23 de mayo de 2024       | 767 000 (8,8%)    |
| 230 | 24 de mayo de 2024       | 797 000 (8,6%)    |
| 231 | 27 de mayo de 2024       | 837 000 (9,1%)    |
| 232 | 28 de mayo de 2024       | 832 000 (9,4%)    |
| 233 | 29 de mayo de 2024       | 882 000 (10,0%)   |
| 234 | 30 de mayo de 2024       | 783 000 (8,9%)    |
| 235 | 31 de mayo de 2024       | 793 000 (8,7%)    |
| 236 | 3 de junio de 2024       | 806 000 (8,4%)    |
| 237 | 4 de junio de 2024       | 794 000 (8,7%)    |
| 238 | 5 de junio de 2024       | 820 000 (9,0%)    |
| 239 | 6 de junio de 2024       | 768 000 (8,4%)    |
| 240 | 7 de junio de 2024       | 743 000 (7,6%)    |
| 241 | 10 de junio de 2024      | 840 000 (8,6%)    |
| 242 | 11 de junio de 2024      | 794 000 (8,3%)    |
| 243 | 12 de junio de 2024      | 854 000 (9,0%)    |
| 244 | 13 de junio de 2024      | 626 000 (7,0%)    |
| 245 | 14 de junio de 2024      | 743 000 (8,0%)    |
| 246 | 17 de junio de 2024      | 807 000 (8,3%)    |
| 247 | 18 de junio de 2024      | 687 000 (7,2%)    |
| 248 | 19 de junio de 2024      | 917 000 (9,2%)    |
| 249 | 20 de junio de 2024      | 842 000 (8,2%)    |
| 250 | 21 de junio de 2024      | 860 000 (8,9%)    |
| 251 | 24 de junio de 2024      | 776 000 (8,1%)    |
| 252 | 25 de junio de 2024      | 885 000 (9,6%)    |
| 253 | 26 de junio de 2024      | 845 000 (9,2%)    |
| 254 | 27 de junio de 2024      | 793 000 (8,8%)    |
| 255 | 28 de junio de 2024      | 764 000 (8,3%)    |
| 256 | 1 de julio de 2024       | 785 000 (8,4%)    |
| 257 | 2 de julio de 2024       | 843 000 (8,7%)    |
| 258 | 3 de julio de 2024       | 973 000 (10,3%)   |
| 259 | 4 de julio de 2024       | 760 000 (8,2%)    |
| 260 | 5 de julio de 2024       | 848 000 (9,1%)    |
| 261 | 8 de julio de 2024       | 765 000 (8,3%)    |
| 262 | 9 de julio de 2024       | 836 000 (9,0%)    |
| 263 | 10 de julio de 2024      | 784 000 (8,4%)    |
| 264 | 11 de julio de 2024      | 760 000 (8,2%)    |
| 265 | 12 de julio de 2024      | 777 000 (8,1%)    |
| 266 | 15 de julio de 2024      | 781 000 (8,2%)    |
| 267 | 16 de julio de 2024      | 875 000 (9,2%)    |
| 268 | 17 de julio de 2024      | 725 000 (8,0%)    |
| 268 | 18 de julio de 2024      | 728 000 (8,2%)    |
| 270 | 19 de julio de 2024      | 699 000 (7,8%)    |
| 271 | 22 de julio de 2024      | 737 000 (8,1%)    |
| 272 | 23 de julio de 2024      | 829 000 (9,6%)    |
| 273 | 24 de julio de 2024      | 798 000 (8,6%)    |
| 274 | 25 de julio de 2024      | 801 000 (9,2%)    |
| 275 | 26 de julio de 2024      | 760 000 (8,8%)    |

### Audiencias por meses
| Año  | Mes        | Emisiones | Audiencia    | Audiencia |
| Año  | Mes        | Emisiones | Espectadores | Cuota     |
| ---- | ---------- | --------- | ------------ | --------- |
| 2023 | Junio      | 5         | 832 000      | 9,9%      |
| 2023 | Julio      | 21        | 723 000      | 8,2%      |
| 2023 | Agosto     | 22        | 763 000      | 8,3%      |
| 2023 | Septiembre | 21        | 816 000      | 8,8%      |
| 2023 | Octubre    | 21        | 775 000      | 8,7%      |
| 2023 | Noviembre  | 20        | 862 000      | 9,0%      |
| 2023 | Diciembre  | 18        | 900 000      | 9,4%      |
| 2023 | Media      | 128       | 810 000      | 8,9%      |
| 2024 | Enero      | 22        | 908 000      | 9,2%      |
| 2024 | Febrero    | 21        | 914 000      | 9,5%      |
| 2024 | Marzo      | 20        | 880 000      | 9,3%      |
| 2024 | Abril      | 22        | 883 000      | 9,6%      |
| 2024 | Mayo       | 22        | 811 000      | 8,9%      |
| 2024 | Junio      | 20        | 798 000      | 8,4%      |
| 2024 | Julio      | 20        | 793 000      | 8,2%      |
| 2024 | Media      | 275       |              |           |